# Мужская сборная Афганистана по кабадди
Мужская национальная сборная Афганистана по кабадди — представляет Афганистан на международных соревнованиях по кабадди. Управляющей организацией является Национальная федерация кабадди Афганистана (англ. Afghanistan National Kabaddi Federation).

## Результаты выступлений

### Чемпионаты мира (стандартный стиль)
| Год  | Победы         | Ничьи          | Поражения      | Место          |
| ---- | -------------- | -------------- | -------------- | -------------- |
| 2004 | не участвовали | не участвовали | не участвовали | не участвовали |
| 2007 | .              | .              | .              | 9—16           |
| 2016 | не участвовали | не участвовали | не участвовали | не участвовали |

### Чемпионаты мира (круговой стиль)
| Год        | Победы         | Ничьи          | Поражения      | Место          |
| ---------- | -------------- | -------------- | -------------- | -------------- |
| 2010       | не участвовали | не участвовали | не участвовали | не участвовали |
| 2011       | 2              | 0              | 4              | 9              |
| 2012       | 0              | 0              | 3              | 13             |
| 2013—н. в. | не участвовали | не участвовали | не участвовали | не участвовали |